# Corycaeus latus
Corycaeus latus är en kräftdjursart som beskrevs av James Dwight Dana 1849. Corycaeus latus ingår i släktet Corycaeus och familjen Corycaeidae. Inga underarter finns listade i Catalogue of Life.